# Patricia Anderle
Patricia Anderle (* 19. März 1970) ist eine österreichische Politikerin (SPÖ) und seit 2020 Abgeordnete zum Wiener Gemeinderat und Landtag.

## Politische Laufbahn
Anderle ist seit 2008 Bezirkssekretärin der SPÖ Landstraße und war von 2005 bis 2020 Bezirksrätin im 3. Gemeindebezirk. Im Gemeinderat ist sie Mitglied im Ausschuss für Klima, Umwelt, Demokratie und Personal sowie im Ausschuss für Kultur und Wissenschaft. Im Stadtrechnungshofausschuss ist sie Ersatzmitglied.